# Rincón de la Victoria
Rincón de la Victoria er en by og kommune i det sydlige Spanien i provinsen Málaga. Den har et indbyggertal på 52.230 (2024) indbyggere.